# Canalda
|  | Aquest article tracta sobre l'entitat municipal descentralitzada al municipi d'Odèn (el Solsonès). Vegeu-ne altres significats a «Canalda (desambiguació)». |

Canalda és un poble de la part oriental del municipi d'Odèn, i forma una entitat municipal descentralitzada des del 1973.
El municipi té uns 18,31 km² d'extensió i una població de 51 habitants (2019). És al nord del Solsonès, al vessant sud de la serra de Querol. Pel terme hi passen, entre d'altres, la Riera de Canalda, el Torrent d'Urdoll, la Rasa de Coll de Jou i la Rasa d'Encies. A l'est té la Serra d'Encies, i a l'oest la del Puig Sobirà. Està comunicat per carretera comarcal amb Odèn i amb Sant Llorenç de Morunys pel Coll de Jou, i per carretera local amb Lladurs i Solsona.
L'església parroquial, romànica, està dedicada a Sant Julià. Els absis, quadrats, són del segle ix-x. El campanar, la nau central i la portalada són del segle xii, mentre que la sagristia i el creuer són barrocs, del segle xviii. Canalda, juntament amb la quadra d'Encies, ja havia tingut ajuntament propi a mitjan segle xix, si bé no es té constància de quan es va incorporar a Odèn.
Segons el Diccionari Alcover-Moll, la seva etimologia és preromana, probablement cèltica, ja que en l'acta de consagració de la catedral de la Seu d'Urgell, l'any 839, hi apareix amb el topònim Kanavita.
Del 2011 al 2019 va ser l'alcalde pedani fou Valentí Garrigasait, pare de Raül Garrigasait.
| 1990 | 1991 | 1994 | 1995 | 1996 |
| ---- | ---- | ---- | ---- | ---- |
| 30   | 34   | 34   | 32   | 34   |

| Evolució demogràfica |            |            |            |                   |                   |                   |       |
| Any                  | Nucli urbà | Nucli urbà | Nucli urbà | Poblament dispers | Poblament dispers | Poblament dispers | Total |
| Any                  | Homes      | Dones      | Total      | Homes             | Dones             | Total             | Total |
| 2000                 | 0          | 0          | 0          | 22                | 13                | 35                | 35    |
| 2001                 | 0          | 0          | 0          | 21                | 14                | 35                | 35    |
| 2002                 | 0          | 0          | 0          | 20                | 14                | 34                | 34    |
| 2003                 | 0          | 0          | 0          | 22                | 15                | 37                | 37    |
| 2004                 | 0          | 0          | 0          | 24                | 15                | 39                | 39    |
| 2005                 | 0          | 0          | 0          | 22                | 15                | 37                | 37    |
| 2006                 | 0          | 0          | 0          | 23                | 17                | 40                | 40    |
| 2007                 | 0          | 0          | 0          | 34                | 19                | 53                | 53    |
| 2008                 | 0          | 0          | 0          | 42                | 21                | 63                | 63    |
| Font: INE            |            |            |            |                   |                   |                   |       |